# کدائی (گناوه)
کدائی، روستایی در دهستان رودحله از توابع بخش ریگ شهرستان گناوه استان بوشهر است.

## جمعیت
این روستا در دهستان رودحله قرار دارد. بر اساس سرشماری رسمی در آمار سال ۱۳۸۵ جمعیت آن ۴۰نفر (۷خانوار) طبق آمار سال ۱۳۹۵ جمعیت آن ۳۸ نفر می‌باشد.